# Skarp lökbrosking
Skarp lökbrosking (Marasmius prasiosmus) är en svampart som först beskrevs av Elias Fries, och fick sitt nu gällande namn av Elias Fries 1838. Marasmius prasiosmus ingår i släktet Marasmius och familjen Marasmiaceae.   Inga underarter finns listade i Catalogue of Life.

I den svenska databasen Dyntaxa används istället namnet Mycetinis querceus för samma taxon.  Arten är reproducerande i Sverige.

## Bildgalleri

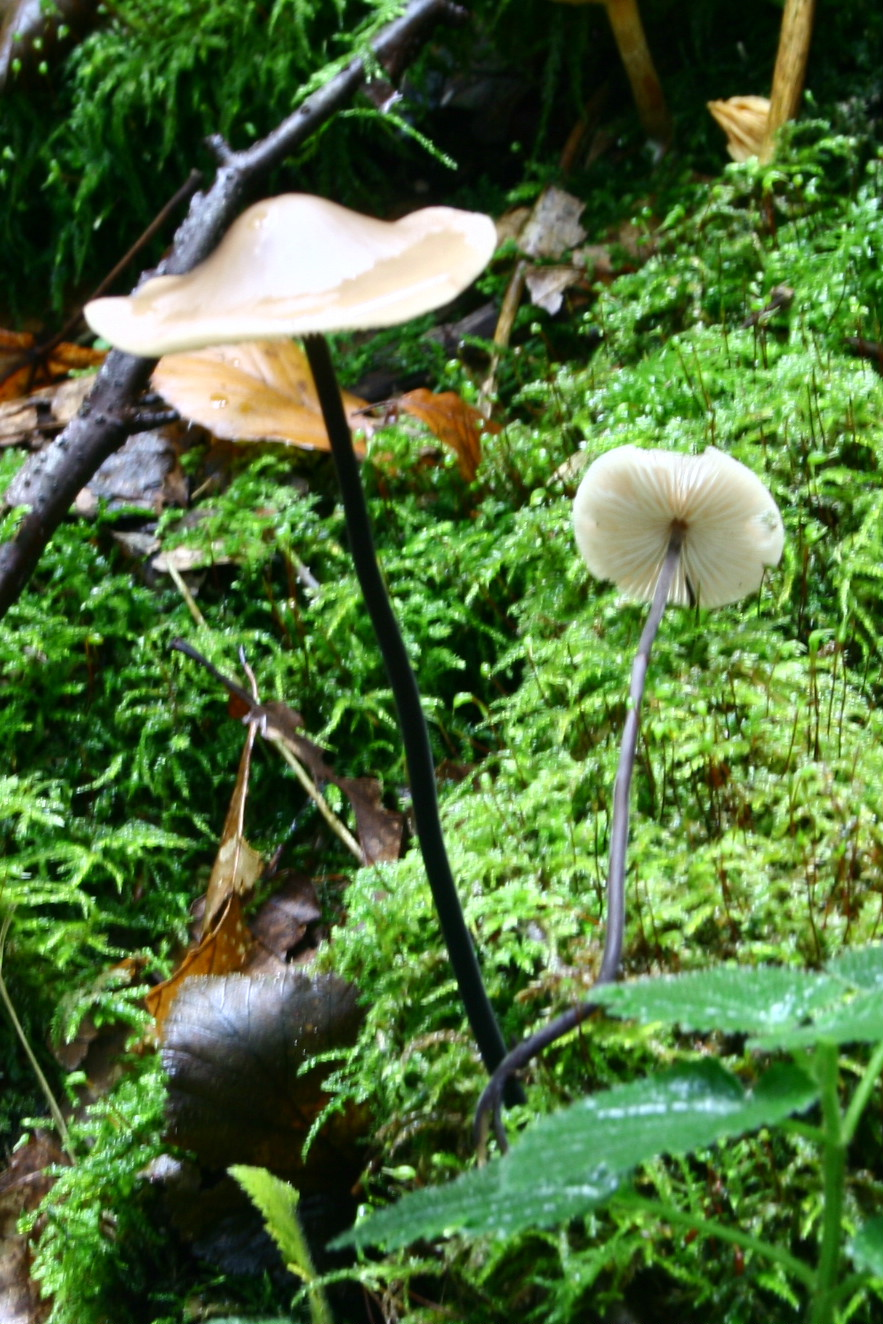